# WRC 2
El WRC 2, acrònim de l'anglès World Rally Championship 2, és un campionat de ral·lis que es disputa des de l'any 2010 de forma complementària al Campionat Mundial de Ral·lis (WRC) i al Campionat Mundial de Ral·lis júnior (JWRC).
La seva primera denominació va ser Campionat Mundial de Ral·lis Super 2000 (Super 2000 World Rally Championship o senzillament SWRC), on participaven exclusivament vehicles Super 2000. Des de 2013 també ho fan models dels grups N4, R4 i R5 i la categoria pasa a denominar-se Campionat Mundial de Ral·lis 2 (World Rally Championship 2 o WRC 2).
Els pilots amb major número de títols són el qatarí Nasser Al-Attiyah, vencedor a les edicions de 2014 i 2015, i el noruec Andreas Mikkelsen, vencedor de les edicions de 2021 i 2023.

## Palmarès
| Any  | Pilot               | Vehicle                          |
| ---- | ------------------- | -------------------------------- |
| 2010 | Xevi Pons           | Ford Fiesta S2000                |
| 2011 | Juho Hänninen       | Škoda Fabia S2000                |
| 2012 | Craig Breen         | Ford Fiesta S2000                |
| 2013 | Robert Kubica       | Citroën DS3 RRC                  |
| 2014 | Nasser Al-Attiyah   | Ford Fiesta RRC                  |
| 2015 | Nasser Al-Attiyah   | Ford Fiesta RRC / Škoda Fabia R5 |
| 2016 | Esapekka Lappi      | Škoda Fabia R5                   |
| 2017 | Pontus Tidemand     | Škoda Fabia R5                   |
| 2018 | Jan Kopecký         | Škoda Fabia R5                   |
| 2019 | Pierre-Louis Loubet | Škoda Fabia R5                   |
| 2020 | Mads Østberg        | Citroën C3 R5                    |
| 2021 | Andreas Mikkelsen   | Škoda Fabia Rally2 evo           |
| 2022 | Emil Lindholm       | Škoda Fabia Rally2 evo           |
| 2023 | Andreas Mikkelsen   | Škoda Fabia RS Rally2            |
| 2024 | Sami Pajari         | Toyota GR Yaris Rally2           |